# 日产蓝鸟

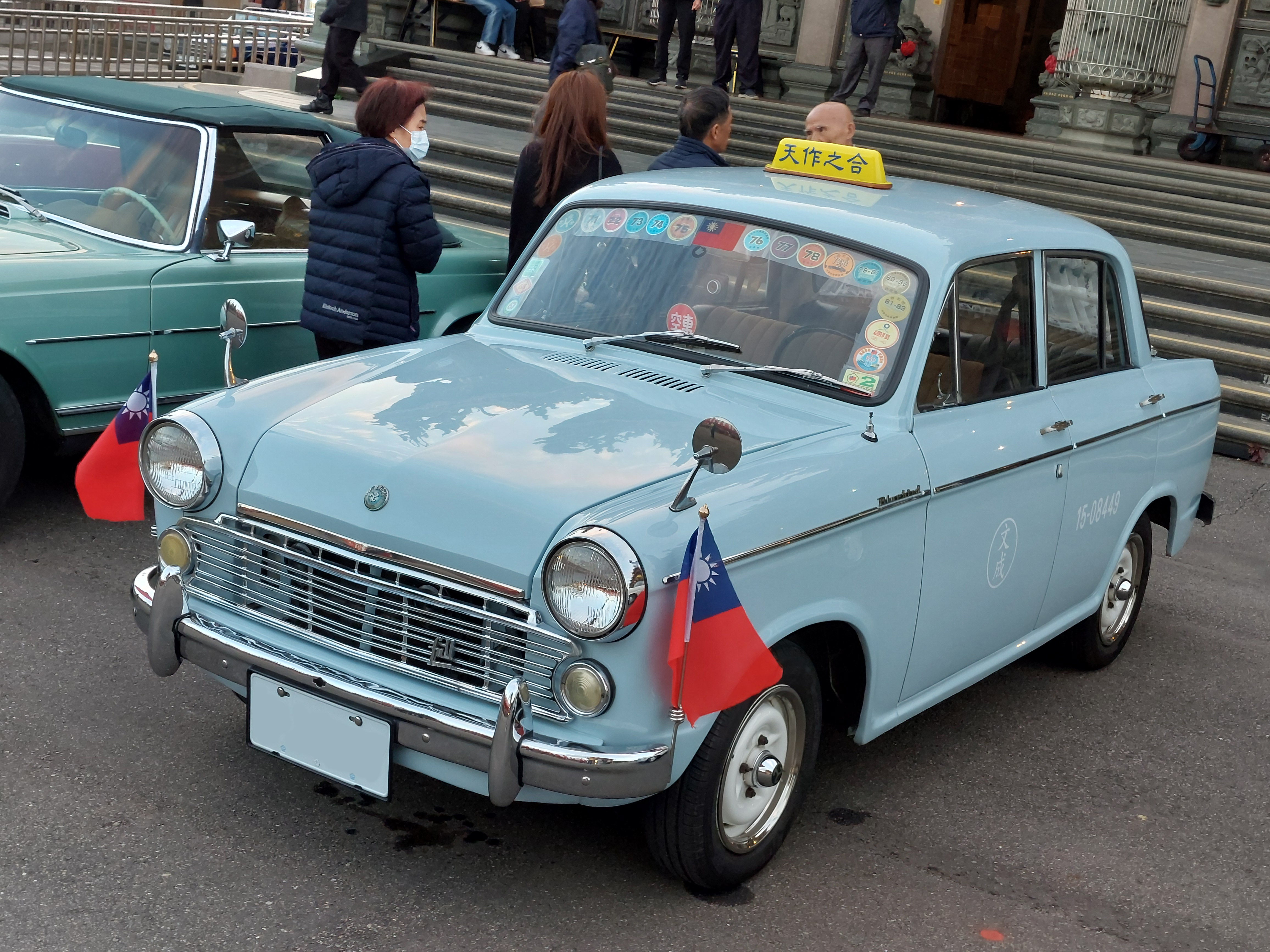
1964 Datsun Bluebird 310 裕隆青鳥704

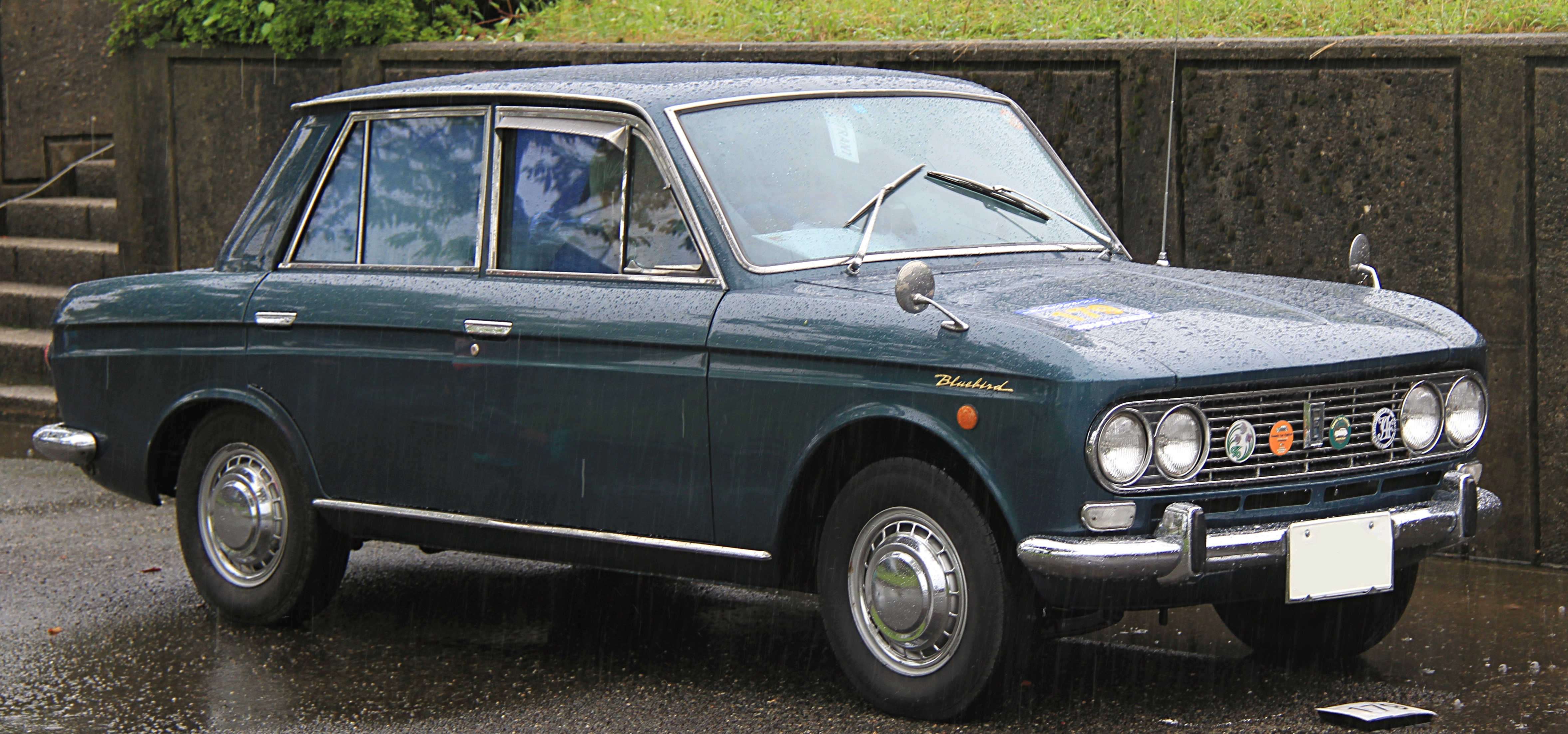
Datsun Bluebird P410

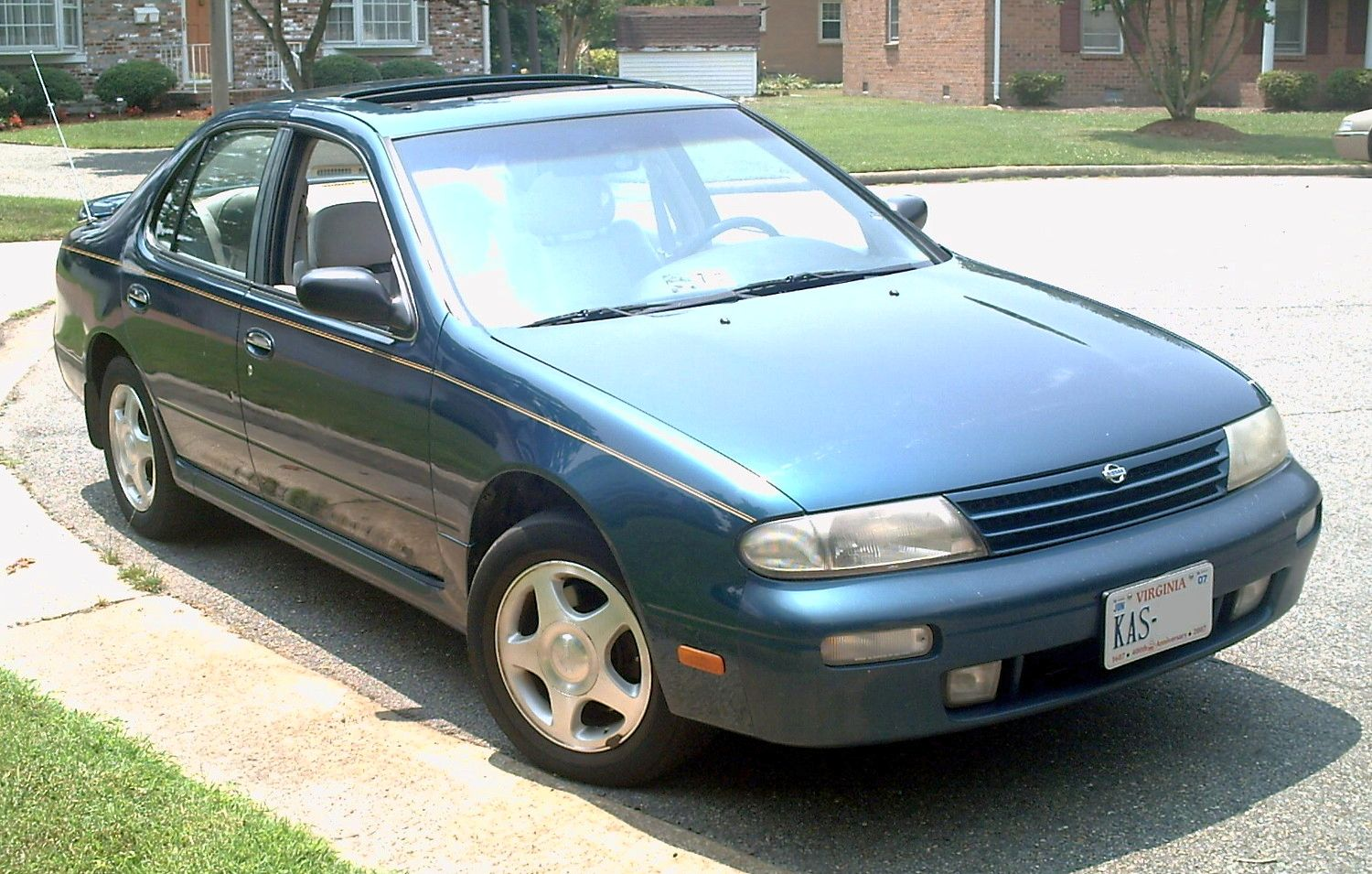
1995 Nissan Altima SE

日产蓝鸟（Nissan Bluebird）是日本日产汽车設計生產的小型车，开始在1957年生产，直到2001年结束。關於車名的由來，出自比利時作家莫里斯·梅特林克（Maurice Maeterlinck）所著戏剧《青鸟》（法語：L'Oiseau Bleu）中帶來希望的青鳥，象徵該車型可替中小家庭帶來無限的希望。

## 歷史
- 310型系（1959年-1963年）
- 410型系（1963年-1967年）
- 510型系（1967年-1972年）
- 610型系（1971年-1976年）
- 810型系（1976年-1979年）

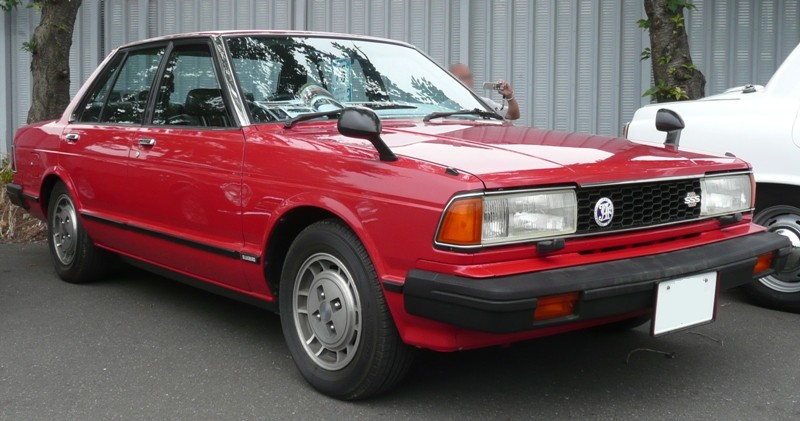
日产蓝鸟910

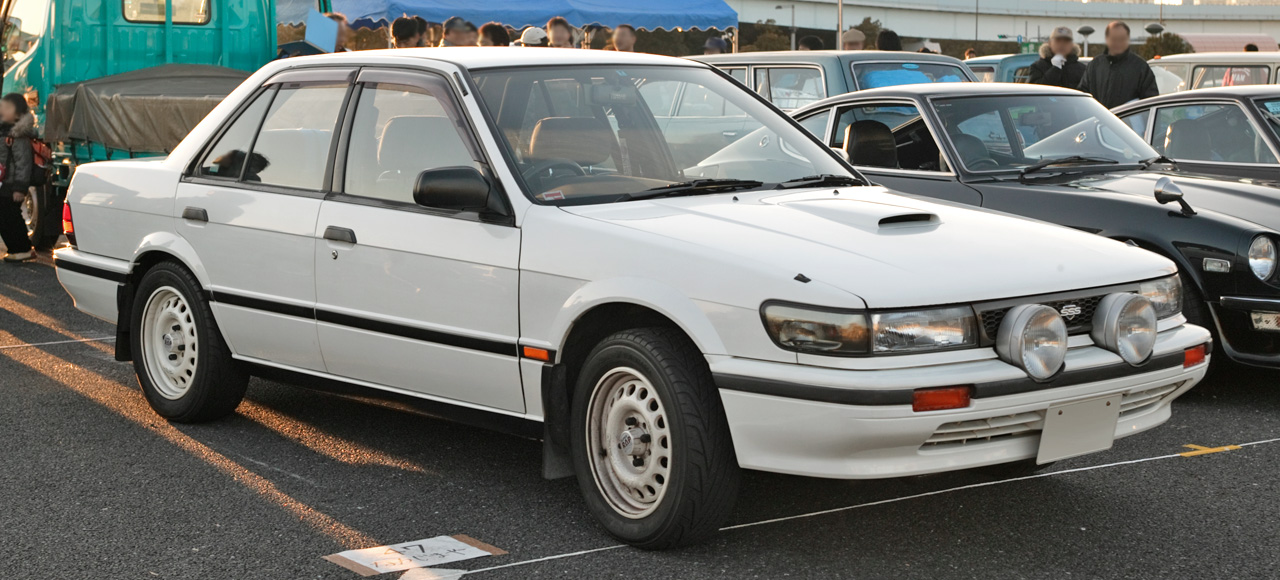
日产蓝鸟U12

- 910型系（1979年-1983年、營業車1979年-1993年）
- U11型系（1983年-1990年）
- U12型系（1987年-1991年）
- U13型系（1991年-1995年）
- U14型系（1996年-2001年）

## 生產和銷售情況

### 中國大陸
目前，這款車在中國大陸地區，东风汽车曾製造U13型系，现已停产。不过深色的蓝鸟汽车至今依然可以在中国见到。另外，东风日产现售的名为蓝鸟的车型实为日产Lannia,与01年即已停产的蓝鸟车系无任何联系。

### 台灣
在台灣，這款車由裕隆汽車生產，先後由國產汽車與裕隆日產汽車銷售。
1960年起，裕隆汽車以「青鳥」為名在台灣組裝210型系（裕隆代號YLN-701）。1961年導入310型系（裕隆代號YLN-702），隔年更改代號為YLN-704並生產至1964年。410型系（裕隆代號YLN-705）於1964年接棒生產，而後每年進行小幅度改款（裕隆代號分別為YLN-705A、YLN-705B）直到1967年由510型系（裕隆代號YLN-706）接替，一年後代號改為YLN-706D。1972年持續生產510型系並更改代號為YLN-706DX，而未引進生產610型系，直到1973年停產由速利車系接替該級距之車型。
1981年裕隆以「吉利」為名導入910型系（裕隆代號YLN-911/YLN-912）取代樂利（裕隆代號YLN-902）的級距；1984年改款生產U11型系（裕隆代號YLN-921/YLN-923）並更改中文名稱為「吉利青鳥」，直到1992年由霹靂馬PRIMERA P10取代後停產。
1993年導入美製的U13型系，並以Altima GXE/SE/GLE三款為名於台灣銷售。GXE為入門版，其中SE版獨有的空力套件含標配鍛造鋁圈/側裙/尾翼/深色尾燈/霧燈,GLE版配有恆溫空調/真皮內裝，由於定位於價格偏高的高級運動房車，在臺銷售成績並不理想。2000年，裕隆汽車自行設計Sentra大改款（裕隆代號N16），豪華的外觀與內裝獲日產採用做為Bluebird的後繼車Bluebird Sylphy（日產代號G10）。
2007年，裕隆再度引進G11，稱為Bluebird Sylphy；至2013年由Super Sentra接棒銷售。東風日產及裕隆生產的G11曾因儀表板材質瑕疵召回免費更換，儀表板因生產材質瑕疵，曝曬陽光有可能會造成起泡及沾黏，少曬陽光也有可能會因時間而造成相同情況。
| 生產年份  | 裕隆名稱及代號           | 日產原廠代號 |
| --------- | ------------------------ | ------------ |
| 1960      | 青鳥 YLN-701             | 210          |
| 1961      | 青鳥 YLN-702             | 310          |
| 1962~1964 | 青鳥 YLN-704             | 310          |
| 1964      | 青鳥 YLN-705             | 410          |
| 1965      | 青鳥 YLN-705A            | 410          |
| 1966      | 青鳥 YLN-705B            | 410          |
| 1967      | 青鳥 YLN-706             | 510          |
| 1968~1971 | 青鳥 YLN-706D            | 510          |
| 1972~1973 | 青鳥 YLN-706DX           | 510          |
| 1981~1984 | 吉利 YLN-911/YLN-912     | 910          |
| 1984~1992 | 吉利青鳥 YLN-921/YLN-923 | U11          |
| 2007~2013 | Bluebird Sylphy          | G11          |